# تحليل فضيحة
تحليل فضيحة (بالإنجليزية: Anatomy of a Scandal) هو مسلسل بريطاني من بطولة سينا ميلير، ميشيل دوكري، روبرت فيرند ونعومي سكوت. صدر على منصة نتفليكس في 15 أبريل 2022.